# Max Steiner
Max Steiner (Viena, 10 de maio de 1888 - Hollywood, 28 de dezembro de 1971) foi um compositor do cinema americano que arquivou um lendário status como o criador de centenas de clássicos temas para filmes americanos.

## Biografia
Nascido Maximilian Raoul Walter Steiner, Max Steiner, entre as décadas de 1930 e 1960, foi um dos mais notórios compositores do cinema americano, criando temas para filmes diversos. Foi nomeado dezoito vezes pela academia por seu trabalho, dentre os quais ganhou três. Anos após sua morte ele permanece um dos gigantes da história do cinema, e sua música ainda floresce.

## Filmografia
- 1931 – The Runaround
- 1931 – The Gay Diplomat (O Galante Pirata)
- 1931 – Friends and Lovers (Amigos e Amantes)
- 1931 – Fanny Foley Herself
- 1931 – Consolation Marriage
- 1931 – Way Back Home
- 1931 – Are These Our Children
- 1931 – Secret Service
- 1931 – Peach-O-Reno (Especialistas em Divórcio)
- 1931 – Men of Chance
- 1932 – Girl of the Rio
- 1932 – Ladies of the Jury
- 1932 – The Lost Squadron
- 1932 – Symphony of Six Million (Sinfonia dos 6 Milhões)
- 1932 – State's Attorney
- 1932 – Is My Face Red?
- 1932 – What Price Hollywood? (Hollywood)
- 1932 – Roar of the Dragon
- 1932 – Bird of Paradise (Ave do Paraíso)
- 1932 – Thirteen Women
- 1932 – The Most Dangerous Game (Zaroff, o Caçador de Vidas)
- 1932 – A Bill of Divorcement (Vítimas do Divórcio)
- 1932 – The Conquerors
- 1932 – Penguin Pool Murder
- 1932 – The Half Naked Truth
- 1932 – The Animal Kingdom
- 1933 – The Monkey's Paw
- 1933 – Lucky Devils
- 1933 – King Kong (King Kong)
- 1933 – Sweepings
- 1933 – The Silver Cord (Amor de Mãe)
- 1933 – Diplomaniacs (A Liga das Mulheres)
- 1933 – Melody Cruise (Cruzeiro dos Amores)
- 1933 – Morning Glory (Manhã de Glória)
- 1933 – Little Women
- 1933 – The Right to Romance
- 1933 – The Son of Kong (O Filho de King Kong)
- 1934 – The Lost Patrol (A Patrulha Perdida)
- 1934 – Stingaree (Stingaree, o Bandido do Amor)
- 1934 – The Life of Vergie Winters
- 1934 – Murder on the Blackboard
- 1934 – Of Human Bondage (Escravos do Desejo)
- 1934 – The Fountain (Idílio Proibido)
- 1934 – The Age of Innocence
- 1934 – The Gay Divorcee (A Alegre Divorciada)
- 1934 – The Little Minister
- 1935 – Star of Midnight
- 1935 – The Informer (O Delator)
- 1935 – Break of Hearts
- 1935 – She (Ela, a Feiticeira)
- 1935 – The Three Musketeers (Os 3 Mosqueteiros)
- 1935 – I Dream Too Much (Vivo Sonhando)
- 1936 – Follow the Fleet ( Nas Águas da Esquadra)
- 1936 – Little Lord Fauntleroy (Um Garoto de Qualidade)
- 1936 – The Garden of Allah (O Jardim de Allah)
- 1936 – The Charge of the Light Brigade (A Carga da Brigada Ligeira)
- 1937 – God's Country and the Woman (Porque o Diabo Quis)
- 1937 – Green Light (filme de 1937) (Luz de Esperança)
- 1937 – A Star Is Born (1937) (Nasce uma Estrela)
- 1937 – Kid Galahad (filme de 1937) (Talhado Para Campeão)
- 1937 – Slim (filme) (Alta Tensão)
- 1937 – The Life of Emile Zola (A Vida de Emile Zola)
- 1937 – That Certain Woman (Cinzas do Passado)
- 1937 – Submarine D-1 (Submarino D-1)
- 1937 – First Lady
- 1937 – Tovarich (Nobres Sem Fortuna)
- 1938 – White Banners (Novos Horizontes)
- 1938 – The Adventures of Tom Sawyer (As Aventuras de Tom Sawyer)
- 1938 – Gold Is Where You Find It (Onde o Ouro se Esconde)
- 1938 – Jezebel
- 1938 – Crime School
- 1938 – The Amazing Dr. Clitterhouse (O Gênio do Crime)
- 1938 – Four Daughters (Quatro Filhas)
- 1938 – The Sisters (As Irmãs)
- 1938 – Angels with Dirty Faces (Anjos de Cara Suja)
- 1938 – The Dawn Patrol (A Patrulha da Madrugada)
- 1939 – They Made Me a Criminal (Tornaram-me Um Criminoso)
- 1939 – The Oklahoma Kid (A Lei do Mais Forte)
- 1939 – Dodge City (filme) (Uma Cidade que Surge)
- 1939 – Dark Victory (Vitória Amarga)
- 1939 – Daughters Courageous (Filhas Corajosas
- 1939 – Each Dawn I Die (A Morte Me Persegue)
- 1939 – The Old Maid (Eu Soube Amar)
- 1939 – Dust Be My Destiny (
- 1939 – Intermezzo: A Love Story (Intermezzo, Uma História de Amor)
- 1939 – We Are Not Alone (Não Estamos Sós)
- 1939 – Gone with the Wind (...E o Vento Levou)
- 1939 – Four Wives (Quatro Esposas)
- 1940 – Dr. Ehrlich's Magic Bullet (A Vida do Dr. Erlich)
- 1940 – Virginia City (filme) (Caravana do Ouro)
- 1940 – All This, and Heaven Too (Tudo Isto e o Céu Também)
- 1940 – City for Conquest (Dois Contra uma Cidade Inteira)
- 1940 – A Dispatch from Reuter's (Uma Mensagem da Reuter)
- 1940 – Father Is a Prince
- 1940 – The Letter (A Carta)
- 1940 – Santa Fe Trail (A Estrada de Santa Fé)
- 1941 – The Case of the Black Parrot
- 1941 – The Great Lie (A Grande Mentira)
- 1941 – Shining Victory (Gloriosa Vitória)
- 1941 – Sergeant York (Sargento York)
- 1941 – The Bride Came C.O.D. (A Noiva Caiu do Céu)
- 1941 – Dive Bomber (Demônios do Céu)
- 1941 – One Foot in Heaven (Com Um Pé no Céu)
- 1941 – They Died with Their Boots On (O Intrépido General Custer)
- 1942 – Captains of the Clouds (Corsários das Nuvens)
- 1942 – In This Our Life (Nascida Para o Mal)
- 1942 – The Gay Sisters (As 3 Herdeiras)
- 1942 – Desperate Journey (Fugitivos do Inferno)
- 1942 – Now, Voyager (A Estranha Passageira)
- 1942 – Casablanca
- 1943 – Mission to Moscow (Missão em Moscou)
- 1943 – Watch on the Rhine (Horas de Tormenta)
- 1944 – Passage to Marseille (Passagem Para Marselha)
- 1944 – Up in Arms (Sonhando de Olhos Abertos)
- 1944 – The Adventures of Mark Twain (As Aventuras de Mark Twain)
- 1944 – Since You Went Away (Desde Que Partiste)
- 1944 – Arsenic and Old Lace (Esse Mundo É um Hospício)
- 1945 – The Corn Is Green (1954) (O Coração Não Envelhece)
- 1945 – Mildred Pierce (Almas em Suplício)
- 1945 – Saratoga Trunk (Mulher Exótica)
- 1945 – San Antonio (Cidade sem Lei)
- 1946 – Tomorrow Is Forever (O Amanhã é Eterno)
- 1946 – My Reputation (Minha Reputação)
- 1946 – One More Tomorrow (Entre Dois Corações)
- 1946 – A Stolen Life (Uma Vida Roubada)
- 1946 – The Big Sleep (À Beira do Abismo)
- 1946 – Cloak and Dagger (O Grande Segredo)
- 1946 – The Beast with Five Fingers (Os Dedos da Morte)
- 1947 – Pursued (Sua Única Saída)
- 1947 – Love and Learn (Muito Dinheiro Atrapalha)
- 1947 – The Unfaithful (A Cruz De Um Pecado)
- 1947 – Cheyenne (Covil do Diabo)
- 1947 – Deep Valley (O Vale da Redenção)
- 1947 – Life with Father (filme) (Nossa Vida com Papai)
- 1947 – The Voice of the Turtle (Centelha de Amor)
- 1948 – The Treasure of the Sierra Madre (O Tesouro de Sierra Madre)
- 1948 – My Girl Tisa (Anos de Inocência)
- 1948 – April Showers
- 1948 – Winter Meeting (Encontro no Inverno)
- 1948 – The Woman in White (A Mulher de Branco)
- 1948 – Silver River (Sangue e Prata)
- 1948 – Key Largo (Paixões em Fúria)
- 1948 – Johnny Belinda (Belinda)
- 1948 – Fighter Squadron (Sangue, Suor e Lágrimas)
- 1948 – Adventures of Don Juan (As Aventuras de Don Juan)
- 1948 – The Decision of Christopher Blake (O Poder da Inocência)
- 1949 – South of St. Louis (Mercadores de Intrigas)
- 1949 – A Kiss in the Dark (Um Beijo no Escuro)
- 1949 – Flamingo Road (Caminho da Redenção)
- 1949 – The Fountainhead (Vontade Indômita)
- 1949 – White Heat (Fúria Sanguinária)
- 1949 – Beyond the Forest (A Filha de Satanás)
- 1949 – Without Honor (Duas Paixões em Luta)
- 1949 – The Lady Takes a Sailor (Até Parece Mentira)
- 1949 – Mrs. Mike
- 1950 – Caged (À Margem da Vida)
- 1950 – Return of the Frontiersman
- 1950 – The Flame and the Arrow (O Gavião e a Flecha)
- 1950 – The Glass Menagerie (filme de 1950) (Algemas de Cristal)
- 1950 – The Breaking Point (Redenção Sangrenta)
- 1950 – Rocky Mountain (filme) (Olhando a Morte de Frente)
- 1950 – Dallas (Vingador Impiedoso)
- 1951 – Close to My Heart (Lágrimas de Mulher)
- 1951 – Operation Pacific
- 1951 – Sugarfoot
- 1951 – Raton Pass (Escrava da Cobica)
- 1951 – Lightning Strikes Twice (Ciúme que Mata)
- 1951 – On Moonlight Bay (Meus Braços Te Esperam)
- 1951 – Force of Arms (Quando Passar a Tormenta)
- 1951 – Jim Thorpe -- All-American (O Homem de Bronze)
- 1951 – Distant Drums (Tambores Distantes)
- 1952 – Room for One More (Sempre Cabe Mais Um)
- 1952 – Mara Maru
- 1952 – The Lion and the Horse
- 1952 – The Miracle of Our Lady of Fatima (O Milagre de Fátima)
- 1952 – Springfield Rifle (Renegado Heroico)
- 1952 – The Iron Mistress (Nenhuma Mulher Vale Tanto)
- 1952 – The Jazz Singer (O Cantor de Jazz)
- 1953 – Trouble Along the Way (Caminhos Ásperos)
- 1953 – The Desert Song (Canção do Sheik)
- 1953 – The Charge at Feather River (Investida de Bárbaros)
- 1953 – So This Is Love (Gloriosa Consagração)
- 1953 – So Big (Meu Filho, Minha Vida)
- 1954 – The Boy from Oklahoma (Aço de Boa Têmpera)
- 1954 – The Caine Mutiny (A Nave da Revolta)
- 1954 – King Richard and the Crusaders (Ricardo Coração de Leão)
- 1955 – The Violent Men (Um Pecado em Cada Alma)
- 1955 – Battle Cry (Qual Será o Nosso Amanhã?)
- 1955 – The Last Command
- 1955 – The McConnell Story (Voando Para o Além)
- 1955 – Illegal (Trágica Fatalidade)
- 1955 – Hell on Frisco Bay (Horas Sombrias)
- 1956 – Helen of Troy (Helena de Tróia)
- 1956 – Come Next Spring
- 1956 – The Searchers (Rastros de Ódio)
- 1956 – Bandido
- 1956 – Death of a Scoundrel
- 1957 – All Mine to Give(Em Cada Coração uma Saudade)
- 1957 – China Gate (No Umbral da China)
- 1957 – Band of Angels (Meu Pecado Foi Nascer)
- 1957 – Escapade in Japan (Torturados Pela Angústia)
- 1958 – Darby's Rangers (Aqui Só Cabem os Bravos)
- 1958 – Fort Dobbs (O Rifle de 15 Tiros)
- 1958 – Marjorie Morningstar (Até o Último Alento)
- 1959 – The Hanging Tree (A Árvore dos Enforcados)
- 1959 – John Paul Jones (Ainda Não Comecei a Lutar)
- 1959 – A Summer Place (Amores Clandestinos)
- 1959 – The FBI Story (A História do FBI)
- 1960 – Ice Palace (O Gigante de Gelo)
- 1960 – Cash McCall (Amor de Milionário)
- 1960 – The Rise and Fall of Legs Diamond (O Rei dos Facínoras)
- 1960 – The Dark at the Top of the Stairs (Sombras no Fim da Escada)
- 1961 – The Sins of Rachel Cade (Um Raio em Céu Sereno)
- 1961 – Portrait of a Mobster (Retrato de Um Criminoso)
- 1961 – Parrish (No Vale das Grandes Batalhas)
- 1961 – Susan Slade (O Erro de Susan Slade)
- 1961 – A Majority of One
- 1962 – Rome Adventure (O Candelabro Italiano)
- 1962 – The Chapman Report (A Vida Íntima de Quatro Mulheres)
- 1963 – FBI Code 98 (Inimigo Oculto)
- 1963 – Spencer's Mountain (Os Nove Irmãos)
- 1964 – A Distant Trumpet (Um Clarim ao Longe)
- 1964 – Youngblood Hawke (O Preço da Ambição)
- 1965 – Two on a Guillotine (Sete Noites de Agonia)
- 1965 – Those Calloways (Somente os Fracos se Rendem)